# Dmitrij Neljubin
Dimitrij Vladislavovič Neljubin (in russo Дмитрий Владиславович Нелюбин?; Leningrado, 8 febbraio 1971 – San Pietroburgo, 1º gennaio 2005) è stato un ciclista su strada e pistard sovietico, russo dal 1991, campione olimpico 1988 nell'inseguimento a squadre.
Anche suo padre Vladislav fu un ciclista, olimpionico con l'Unione Sovietica ai Giochi olimpici 1968 a Città del Messico.

## Carriera
Nel 1988, a soli 17 anni di età, vinse la medaglia d'oro ai Giochi olimpici di Seul nell'inseguimento a squadre in formazione con Gintautas Umaras, Artūras Kasputis, Vjačeslav Ekimov e Mindaugas Umaras. Tra il 1988 e il 1991 vinse inoltre complessivamente sette medaglie ai campionati del mondo su pista nelle categorie juniors e dilettanti. Dopo le vittorie su pista nel 1993 passò professionista su strada con il team francese Novemail-Histor; gareggiò nella massima categoria fino a fine 1997, quando lasciò le corse.
Venne ucciso nella notte di Capodanno nel 2005 dopo essere stato aggredito, insieme a due amici, da alcuni sconosciuti che lo pugnalarono a morte. Morì dopo quattro ore di intervento chirurgico.

## Palmarès

### Pista
- 1988 (Dilettanti/Junior)

Campionati del mondo, Inseguimento a squadre juniors (con Aleksandr Gončenkov, Valerij Baturo e Evgenij Anačkin)
Campionati del mondo, Inseguimento individuale  juniors
Campionati sovietici, Inseguimento a squadre juniors (con Evgenij Berzin, Aleksandr Gončenkov e Niklas Ziplauskas)
Giochi olimpici, Inseguimento a squadre (con Gintautas Umaras, Artūras Kasputis, Vjačeslav Ekimov e Mindaugas Umaras)
- 1989 (Dilettanti/Junior)

Campionati del mondo, Inseguimento a squadre juniors (con Sergej Beloskalenko, Oleg Klevcov e Oleg Pletnikov)
Campionati del mondo, Inseguimento individuale juniors
Campionati sovietici, Inseguimento a squadre (con Evgenij Berzin, Michail Orlov e Vjačeslav Ekimov)
- 1990 (Dilettanti)

Campionati del mondo, Inseguimento a squadre Dilettanti (con Evgenij Berzin, Aleksandr Gončenkov e Valerij Baturo)
Campionati sovietici, Corsa a punti
Campionati sovietici, Inseguimento a squadre (con Evgenij Berzin, Michail Orlov e Dmitrij Ždanov)

### Strada
- 1988 (Juniores)

4ª tappa Giro del Belgio Juniores (Heist-op-den-Berg > Ploegsteert)
Classifica generale Giro del Belgio Juniores
- 1990 (Dilettanti)

Prologo Giro del Belgio dilettanti
6ª tappa, 2ª semitappa Giro del Belgio dilettanti (Wakken > Wakken)
Prologo Settimana del Lazio dilettanti
- 1991 (Dilettanti)

Mammoth Classic
- 1992 (Dilettanti)

6ª tappa, 2ª semitappa Niedersachsen-Rundfahrt (Rinteln > Rinteln, cronometro)
1ª tappa Tour de Normandie
5ª tappa Ruta Jacobea
- 1993 (Novemail-Histor, una vittoria)

tappa Fresca Classic - Milwaukee Superweek (Milwaukee > Milwaukee)
- 1996 (RDM, una vittoria)

Vuelta a Lloret de Mar, 2ª prova Challenge Costa Brava

### Altri successi
- 1988 (Juniores)

2ª tappa, 2ª semitappa Giro del Belgio Juniores (Wolvertem > Wolvertem, cronosquadre)
1ª tappa Circuit des Ardennes (cronosquadre)
- 1992 (Dilettanti)

9ª tappa, 2ª semitappa Niedersachsen-Rundfahrt (Nienburg > Uchte, cronosquadre)

## Piazzamenti

### Classiche monumento
- Giro delle Fiandre

1993: 81º
- Parigi-Roubaix

1993: 42º

### Competizioni mondiali
- Campionati del mondo su strada

Oslo 1993 - In linea professionisti: 62º
- Campionati del mondo su pista

Odense 1988 - Ins. a squadre junior: vincitore
Odense 1988 - Ins. individuale junior: vincitore
Mosca 1989 - Ins. a squadre junior: vincitore
Mosca 1989 - Ins. individuale junior: vincitore
Lione 1989 - Ins. a squadre dilettanti: 2º
Maebashi 1990 - Ins. a squadre dilettanti: vincitore
Stoccarda 1991 - Ins. a squadre dilettanti: 2º
Stoccarda 1991 - Corsa a punti dilettanti: 7º
- Giochi olimpici

Seul 1988 - Ins. a squadre: vincitore
Barcellona 1992 - Ins. a squadre: 6º